# 베드로의 첫째 편지
베드로의 첫째 편지(영어: First eipistle of peter) 또는 베드로의 첫째 서한 혹은 베드로전서는 신약성경의 책이다. 저자는 베드로라고 밝히고 있으며, 로마 가톨릭의 전승에 의하면 그가 로마 감독이나 안티오키아 감독으로 재직중에 쓰여졌으나, 본문에서는 밝히고 있지 않다. 오히려 본문은 이 책이 바빌론에서 쓰여졌고, 소아시아에 "흩어진 나그네"들에게 편지를 전한다고 밝힌다. 저작연대는 주후 60년에서 68년경으로 추정된다.

## 저자
첫 문장에서 저자는 스스로 "예수의 사도 베드로"라고 밝혔으며 이레네오(140~203), 터툴리안(150~222), 알렉산드리아의 클레멘트(155-215) 그리고 알렉산드리아의 오리겐(185-253) 등 초기의 교부들도 그대로 받아들였다. 그러나 19세기 이래로 갈릴래아 호수의 어부인 사도 베드로를 저자로 볼 수 없다는 주장이 대두되어 왔다. 그 이유로는 다음의 것들이 지적된다.
- 본문에는 갈릴리 태생의 어부였던 베드로가 접할 수 없는 세련된 도시 그리스어를 사용하고 있다.[1]
- 저자가 역사적인 나사렛 예수(역사적 예수)를 만났다는 것을 의미하는 단서가 없다.

그레이엄 스탠튼(Graham Stanton)은 본문이 기독교 박해가 확산되기 시작된 후인 도미티아누스 황제 집권기 81년에 쓰여진 것으로 보이며, 이는 베드로의 사후이기 때문에 본문의 기록자가 베드로가 될 수 없다고 주장한다. 그러나 최신 논문들은 베드로 시기 이후로 본문의 작성시기를 추정할 근거가 없음을 지적한다. 베드로의 저작성을 부정하는 다른 학자들은 본서가 에베소서, 골로새서, 목회서신의 내용을 참고하고있기 때문에, 바울 서신 이후에 쓰여진 것이라고 주장한다. 이를 근거로 또다른 사람들은 오히려 바울에게 권위를 돌려야 한다고 주장한다.
전통적인 방식과는 다르게 베드로의 저작성을 주장하는 학자들도 많다. 베드로가 불러주는 내용을 5장 12절에 등장하는 실라에 의해 헬라어로 쓰여진 것이라는 주장인데, 이에 대해 존 엘리엇(John Eliot)은 반박한다. 존 엘리엇은 실라를 베드로전서의 대필인이나 비서로 보는 시각은 오히려 더 많은 문제를 만든다고 주장하는데, 5장 12절의 헬라어 내용은 실라를 비서보다도 짐꾼이나 안내원으로 묘사한다는 것이다. 이외에도 마가를 본 서의 대필자로 보는 시각이 존재한다.
바트 D. 어만은 본 서의 언어, 연대, 문체, 구조 모두 베드로의 저작이 아님을 입증하고있다고 주장한다. 이러한 학자들은 베드로전서는 제3자가 아닌 베드로의 제자들에 의해 쓰여졌다는 주장을 펼친다. 그러나 베드로전서의 문체가 사도행전에 등장하는 베드로의 어투와 상당히 유사함을 들어서 이러한 주장을 반박하는 학자들도 있다. 이외에도 베드로전서에는 예수의 가르침을 직접 들었음을 암시하는 표현(누가복음 12:35와 베드로전서 1:13을 비교해보라)이 존재하며, 베드로후서나 클레멘스의 편지 등 초기 문헌들이 베드로의 저작성을 변호하고 있다고 주장한다.

## 대상
책의 첫머리에 소아시아의 지방 중 다섯 지방인 폰토스, 갈라티아, 카파도키아, 아시아와 비두니아에 흩어진 나그네들에게 편지를 쓴다고 명시되어 있다. 이 지역들은 사도행전 16:6-7과 18:23에 따르면 바오로의하여 복음이 전해진 곳인데, 본 서의 내용을 볼 때 디아스포라 유대인보다는 이방인들을 위하여 쓰여진 것으로 생각된다. 편지를 돌려볼 순서가 지역들이 나열된 순서에 반영되었다는 시각이 존재한다. 본 서간은 "흩어진 나그네"들에게 씌어졌다고 되어있으며, 1장 17절에 "너희의 나그네로 있을 때를 두려움으로 지내라"는 부분에서 베드로의 마음이 드러난다.  1장 1절의 "나그네(KJV: stranger; NIV: exiles)"에 대해선 천국을 기다리고있는 기독교인들로 보는 시각과, 말 그대로 이방인으로 보는 시각, 구약성경에 적응중인 기독교인으로 보는 시각이 학계에 존재한다.
새로운 기독교인들이 각 지방에서 핍박을 마주하고 있는 현실에 대해, 베드로는 종교와 로마제국에 대한 충성심을 유지하라고 2장 17절에서 조언한다.

## 내용
- 1장 : 인사, 희망에 대한 감사, 희망에 합당한 거룩한 생활,  거듭남의 정의, 신자 생활 (2장으로 이어짐.)
- 2장 : 신자 생활, 교회의 기초와 사명, 신자와 이교인, 선량한 국민, 충실한 하인
- 3장 : 아내와 남편, 참다운 신앙 공동체, 박해에 맞선 확신, 그리스도의 승리
- 4장 : 참그리스도인, 종말과 공동체 생활, 그리스도인이 받는 고난
- 5장 : 지도자들의 의무, 겸손과 깨어 있음, 끝 인사

1. 박해에도 불구하며  확고한 신앙과 인내를 지킬 것 (1-2:10)
2. 그리스도인의 성스러운 삶의 실천적 의무 (2:11-3:13)
3. 그리스도의 모범과 타 이유들을 인내와 성스러움에서 그 근원을 찾아내며 (3:14-4:19)
4. 황제 네로의 기독교박해로 고통받는 교우들에 대한 충고 (5장)으로 끝낸다.

이 서한은 바울로의 교리를 확인하는 것을 목표로 여러 가지 방법으로 통해 자신을 사도 바울로와 같은 진영에 위치시킨다.

## 배경
이 편지의 저자는 "여러 가지 시험(1:6)"에 처해있으며 "불로 연단(1:7)"받고, "악행한다고 비방(2:12)"받으며, "선을 행함으로 고난 받는(3:17)" 수취인들의 상황에 대해 기술하고 있다. 성서학자 존 엘리엇(John Elliott)은 이러한 구절을 근거로 수취인들의 상황을 부당한 고통가운데 놓여있다고 요약할 수 있다고 말한다. 3:19에서 등장하는 "옥에 있는 영"은 기독교계에서 계속 논의되는 주제이며, 대부분의 신학들은 이를 굉장히 수수께끼적이고 이해하기 어렵다고 평가한다.
이 편지의 수많은 구절들은 기독교인들이 받는 박해의 이유들을 제시한다. 비방받지 않을만한 삶(2:15; 3:9, 13, 16)에 대한 권고는 그들이 부도덕적 행위에 대해, 시민으로서 충성하라는 권고(2:13-17)는 그들이 정부에 충성하지 않은 것에 대해 비난받고 있었음을 암시한다.
그러나 기독교인들이 받은 박해의 성격에 대해서는 여러 가지 견해가 존재한다. 기독교인들이 받은 박해가 사회적 차별이라는 주장과, 공식적인 박해라는 주장이 공존하고 있다.

### 사회적 차별
일부 학자들은 본 서신의 수취인들이 받았던 고난은 정부의 주도로 이루어진 폭력적인 박해가 아니라, 조롱과 비웃음 등 사회 공동체로부터 받는 차별이었을 것으로 추정하기도 한다. 이러한 주장에 대한 근거로 서신에서 "비방(2:12; 3:16)", "치욕(4:14)" 등의 단어를 사용한 것이 제시된다. 성서학자 존 엘리엇은 저자가 수취인들에게 권력을 존중(2:13)하고 황제에게 충성(2:17)할 것을 분명히 하고 있는 것이, 그들이 로마로부터 공식적인 박해를 받지 않았음에 대한 강한 증거가 된다고 주장한다. 또한 존 엘리엇은 "세상에 있는 너희 형제들도 동일한 고난을 당한다(5:9)"는 구절이, 이러한 고난이 로마제국이 아닌 전 세계에서 일어나고 있음을 나타내고 있다고 주장한다. 엘리엇은 이러한 이유에 더해 로마제국의 기독교 박해가 서기 250년 데키우스 황제 이전에 공식적으로 시행되지 않았음을 들어, 본 서신이 공식적 박해에 대한 것이라는 주장을 반박한다.

### 공식적 박해
반면에 공식적 박해설을 지지하는 학자들은 믿음을 지킬 것(3:15)에 대한 권고를 근거로 삼는다. 이들은 로마제국에 의한 박해 이전에도 재판에 의한 박해가 이루어졌으며, 심지어 사형까지 이루어졌을 것이라고 주장한다.
이에 대한 한 가지 추정은, 베드로전서가 도미티아누스 황제 집권기(서기 81-96년)에 쓰여졌다는 것이다. 도미티아누스가 신성에 대해 공격적으로 비난한 것은기독교인들에 의해 거부되고 저항받아왔을 것이다. 성서학자 폴 아흐테마이어(Paul Achtemeier)은 도미티아누스 황제의 성격 상 기독교 박해가 이루어졌을 것이라고 주장하나, 기독교인들에 대한 특별한 정책이 존재했다는 근거는 없음을 밝힌다. 만일 기독교인들이 박해받았다면, 이는 기독교인들이 아닌 도미티아누스 자신의 신성을 반대하는 것들에 대한 박해 차원에서 이루어졌을 것이다. 그러나 도미티아누스 집권기에 본 서가 쓰여졌다는 주장에 대해 반대 입장을 명확히 하는 학자들도 있다. 두에인 워든(Duane Warden)은 도미티아누스 황제가 로마인들에게조차 지지를 받지 못했기 때문에, 그의 행동이 소아시아와 같은 지방에 강한 영향력을 미치는 것이 불가능했을 것이라고 주장한다.
더 나아가서, 본 서의 배경이 비타니아-폰투스 지방의 가이우스 플리니우스 카이킬리우스 세쿤두스에 의한 재판과 처형에 대한 것일 수도 있다는 가능성이 제기되었다. 이 이론을 지지하는 학자들은 플리니우스가 트라야누스황제에게 보낸 편지에서 기독교에 대해 보고하는 내용들이 본 서의 수취인들이 처한 상황을 반영하고 있다고 주장한다. 112년에 쓰여진 이 편지에서, 플리니우스는 그에게 잡혀온 고발된 기독교인들을 '기독교도'라는 이유만으로 처벌해야하는지, 아니면 그 명칭과 관련된 범법 행위만 처벌해야 하는 것인지에 대해 트라야누스 황제에게 묻고있다. 성서학자 존 녹스는 4:14-16에서 사용된 "이름"이라는 단어가, 플리니우스의 편지와의 "분명한 연관점"을 시사하고있다고 주장한다. 이에 더해 많은 학자들은 베드로전서에 플리니우스의 편지에서 묘사된 상황들이 반영되어있다고 주장한다. 예를 들어, "온유와 두려움으로" 믿음을 지킬 것에 대한 권고(3:15-16)는 자신이 기독교인이라고 굽히지 않고 주장하는 사람들에 대한 플리니우스의 처형에 대한 반응으로 볼 수 있다.

## 편지의 진위
초기부터 베드로의 둘째 편지는 의심되어 왔지만 첫째 편지는 신약성경의 정경(canon)으로 받아들여져 왔다.

## 예수의 지옥강하
본 서에서는 예수가 죽은 후에 옥에 있는 영(3:18-20)에게 선포했다고 말한다. 이 구절과 마태복음 27:52와 누가복음 23:43 등의 구절은 지옥 강하에 대한 전통적 믿음의 기초가 되었다. 그러나 이에 대한 해석이 다양한데, 몇몇 학자들은 이 구절이 예수가 죽은 뒤 천국이나 지옥이 아닌, 이전 기독교인들의 영혼이 복음을 기다리고 있던 다른 장소라고 주장한다. 지옥강하에 대한 초기 기독교의 언급은 시르미움 신경(359), 니케아 신경(360), 니케아-콘스탄티노폴리스 신경(360)에서도 볼 수 있다. 이러한 믿음은 서구에 널리 퍼져, 후에 사도신경에도 등장한다. 루터교의 신앙고백인 협화신조에는 "예수가 장사 후에 지옥으로 내려가서 마귀를 정복하고 지옥의 권세를 깨어뜨리고 마귀로부터 모든 그의 능력을 빼앗았다."라는 구절이 포함되어있다. 지옥강하은 유럽의 중세문학에도 많은 영향을 끼쳤다.

## 같이 보기
- 베드로의 둘째 편지